# Little Sutton (Cheshire)
Little Sutton – wieś w Anglii, w hrabstwie ceremonialnym Cheshire, w dystrykcie (unitary authority) Cheshire West and Chester. Leży 11 km na północ od miasta Chester i 275 km na północny zachód od Londynu.